# 硖石乡 (三门峡市)
硖石乡，是中华人民共和国河南省三門峽市陕州区下辖的一个乡镇级行政单位。

## 行政区划
硖石乡下辖以下地区：
硖石村、王庄村、石门沟村、庙沟村、三教地村、东岭村、卫家沟村、黄坡村、荆山村、高崖村、南坡村、王家寨村和车壕村。